# قرار مجلس الأمن التابع للأمم المتحدة رقم 2368
قرار مجلس الأمن التابع للأمم المتحدة رقم 2368، المتخذ بالإجماع في 20 يوليو 2017.
ركز القرار على التهديد الذي تمارسه الجماعات الإرهابية على السلم والأمن الدوليين. وأعرب مجلس الأمن عن استعداده للتكيف مع التهديدات الإرهابية المتطورة وشجع الدول الأعضاء على تحديث وتعزيز الأساليب المستخدمة للقضاء على الأموال التي تصرف لهذه الجماعات، منع سفر أعضائها ومنعهم من حيازة السلاح. وعلاوة على ذلك، دعا مجلس الأمن الحكومات إلى ضمان تنفيذ الجزاءات تنفيذاً كاملاً.
وأصدر مجلس الأمن تعليماته للجنة بإبقاء مبادئها التوجيهية قيد المراجعة النشطة، حتى يمكن منح أو رفض استثناءات من قائمة العقوبات الخاصة بها. كما تم الاتفاق على تمديد فترة ولاية أمين المظالم، الذي تم إنشاؤه بموجب القرار 1904 وولاية فريق الدعم التحليلي ورصد العقوبات، الذي أنشئ بموجب القرار 1526

## روابط خارجية
- نص القرار في undocs.org